# Montana decticiformis
Montana decticiformis är en insektsart som först beskrevs av Stshelkanovtzev 1914.  Montana decticiformis ingår i släktet Montana och familjen vårtbitare. Inga underarter finns listade i Catalogue of Life.